# Cirrhilabrus cyanopleura
Cirrhilabrus cyanopleura Bleeker, 1851 è un pesce d'acqua salata appartenente alla famiglia Labridae.

## Distribuzione e habitat
Proviene dalle barriere coralline dell'est dell'oceano Indiano e dell'oceano Pacifico. È stato localizzato da Isola del Natale, Isole Similan, Mare delle Andamane, Rowley Shoals, Isole Ryukyu, Palau, Filippine, Indonesia, Papua Nuova Guinea, Grande barriera corallina e Taiwan. Nuota tra i 2 e i 30 m di profondità.

## Descrizione
Presenta un corpo allungato, con la testa dal profilo non particolarmente appuntito. La lunghezza massima registrata è 15 cm.
Le femmine sono prevalentemente rossastre chiare o tendenti al marrone, con il ventre più chiaro e una macchia nera, piccola, sul peduncolo caudale. La pinna caudale ha il margine arrotondato e le pinne sono trasparenti. Le pinne pelviche non sono allungate.
I maschi adulti si distinguono perché hanno la testa scura e il dorso tendente al giallastro, la pinna dorsale lunga e bordata di rosso e le pinne pelviche più allungate. La pinna caudale è a forma di rombo, con i raggi esterni più allungati.

## Biologia

### Comportamento
Di solito nuota in banchi, composti anche da molti esemplari.

### Alimentazione
Si nutre prevalentemente di piccoli invertebrati acquatici (zooplancton).

## Conservazione
Questa specie viene classificata come "dati insufficienti" (DD) dalla lista rossa IUCN perché probabilmente la popolazione è in calo a causa della cattura eccessiva e dell'inquinamento, ma non si hanno ancora informazioni precise.